# Шукиркольський сільський округ
Шукирко́льський сільський округ (каз. Шұқыркөл ауылдық округі, рос. Шукыркольский сельский округ) — адміністративна одиниця у складі району імені Габіта Мусрепова Північноказахстанської області Казахстану. Адміністративний центр — село Шукирколь.
Населення — 569 осіб (2021; 853 у 2009, 1384 у 1999, 1454 у 1989).
Станом на 1989 рік існувала Шукиркольська сільська рада (села 15 літ Казахстану, Карагаш, Шукирколь) колишнього Рузаєвського району.

## Склад
До складу округу входять такі населені пункти:
| Населений пункт         | Старі назви | Населення, осіб (1989) | Населення, осіб (1999) | Населення, осіб (2009) | Населення, осіб (2021) |
| ----------------------- | ----------- | ---------------------- | ---------------------- | ---------------------- | ---------------------- |
| 15 літ Казахстану, село | -           | 274                    | 306                    | 243                    | 126                    |
| Караагаш, село          | -           | 262                    | 250                    | 151                    | 52                     |
| Шукирколь, село         | -           | 918                    | 828                    | 459                    | 391                    |